# Габес (залив)
Габес (Малък Сирт) (на арабски: خليج قابس, старогръцки: Μικρά Σύρτις, на латински: Syrtis Minor) е залив в южната част на Средиземно море, край бреговете на Тунис. Вдава се в сушата на 41 km, ширината на входа му е около 68 km. Дълбочината му е в порядъка на 50 m. В северната част на входа на залива са разположени островите Керкена, а в южната част – остров Джерба. Приливите са полуденонощни, с височина до 0,4 m. На югозападния бряг на залива е разположено пристанището на град Габес, на северния бряг – пристанището на град Сфакс, а на западния бряг – голямото нефтено пристанище Сехира, където завършва нефтопроводът от нефтодобивния район на Еджеле в Алжир.